# استراتيجية التوتر

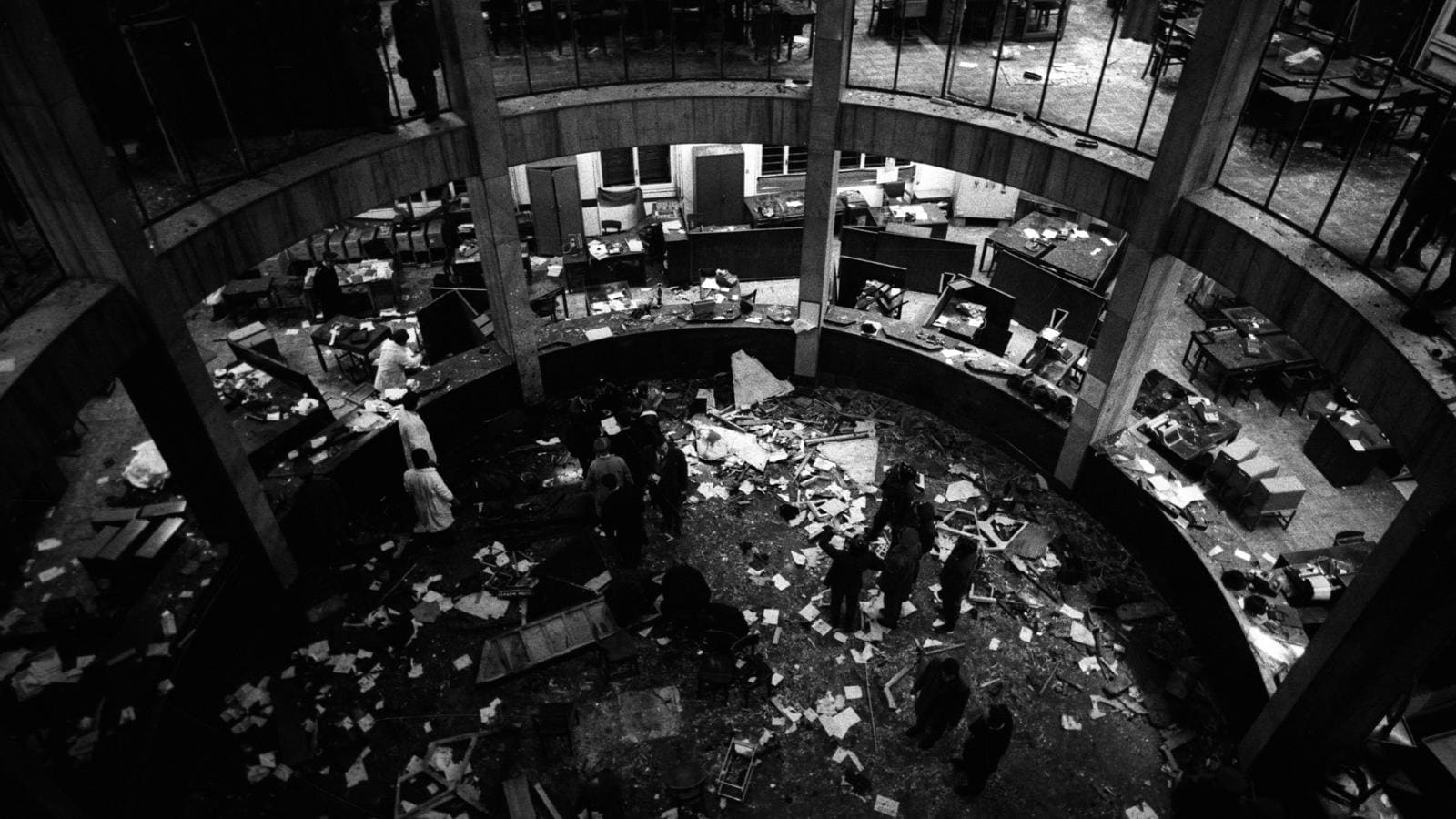
الجزء الداخلي من البنك الوطني للزراعة في ساحة فونتانا، ميلانو، بعد تفجيره في عام 1969

استراتيجية التوتر (بالإيطالية: strategia della tensione)‏ هي سياسة يتم فيها تشجيع النضال العنيف بدلاً من قمعه. وعادة ما يرتبط ذلك عندما تسمح أو حتى تشجع الحكومات أو الأجهزة الأمنية داخل الحكومة، الجماعات المتطرفة على القيام بالهجمات والتفجيرات وعمليات القتل وما شابه ذلك. في الظروف القاسية، يمكن أن تشمل حتى عملاء سريين وعمليات راية كاذبة عندما يتم ابتكار أو إنشاء تهديد إرهابي صريح. والهدف في مثل هذه الاستراتيجيات هو أن هذا النضال سيحشد الدعم وراء القوات العسكرية أو قوات الشرطة التي تعارض الراديكاليين، وتطرف الحركات المعارضة بحيث يمكن تهميشها بشكل أفضل، أو السماح لجماعات متطرفة متحالفة بشكل غير مألوف بمهاجمة أعداء الحكومة. وبما أن قلة من المنظمات قد تقول علناً إنها تنتهج إستراتيجية توتر، فإن الاتهامات تأتي عموماً من المعارضين أن مثل هذه الاستراتيجية يجري اتباعها.
تم تحديد إستراتيجية التوتر بشكل كبير مع سنوات الرصاص في إيطاليا من 1968-1982، حيث قام كل من المتطرفين الماركسيين من تيار أقصى اليسار والجماعات النيو فاشية اليمينية المتطرفة بتنفيذ التفجيرات والاختطاف والحرائق المفتعلة وعمليات القتل.اتهم النشطاء حلف شمال الأطلسي بالسماح بمثل هذا الإرهاب ومعاقبتهم، رغم أن هذا الاستنتاج مثير للجدل بشدة. ومن الحالات الأخرى التي ادعى فيها الكتّاب إستراتيجية للتوتر تشمل الجيش التركي ضد الإسلاميين من سبعينيات إلى تسعينيات القرن العشرين («إرغينكون»)قدامى المحاربين وجمعية زيمبابوي الوطنية لتحرير قدامى المحاربين في الحرب في زيمبابوي التي نسقت غزوات المزرعة لعام 2000،، دائرة الاستعلام والأمن في الجزائر من 1991-1999، وجهاز أمن الدولة البلجيكي من 1982-1986.

## أمثلة مزعومة
من 1968-1982، عانت إيطاليا العديد من الهجمات الإرهابية من اليسار واليمين، والتي كانت تتبعها في الغالب عمليات احتجاز حكومية واعتقالات جماعية. كان الادعاء، الذي أدلى به أتباع الحزب الشيوعي الإيطالي بشكل خاص، هو أن الحكومة تغلبت وسمحت عمداً بهجمات المتطرفين الشيوعيين كذريعة لاعتقال شيوعيين آخرين، وسمحت بهجمات المنظمات شبه العسكرية اليمينية المتطرفة كطريقة غير قضائية لإسكات الأعداء.وقد تم الطعن في صحة أجزاء من هذه الادعاءات؛ في حين أن معظم المصادر تتفق على أن عناصر داخل الحكومة الإيطالية كانت متحمسة لاستخدام الضربات الإرهابية كسبب لجلب الشيوعيين، فإن الفكرة القائلة بأن الحكومة عملت بشكل مباشر مع الجماعات الشيوعية المذكورة أصبحت بعيدة المنال. وبنفس الطريقة، وجدت بعض الاتصالات بين الحكومة والمنظمات اليمينية المتطرفة، لكن الادعاءات بوجود «ضوء أخضر» صريح للقيام بغارات وما شابه تعتبر أقل موثوقية.
وعقدت لجان برلمانية مختلفة للتحقيق في هذه الجرائم ومحاكمتها في التسعينيات. وجاء في تقرير صدر عام 1995 عن الحزب الديمقراطي اليساري (الحزب الشيوعي الإيطالي)، إلى لجنة فرعية من البرلمان الإيطالي، أن «استراتيجية التوتر» كانت مدعومة من قبل الولايات المتحدة «لإيقاف الحزب الشيوعي الإيطالي وإلى حد ما أيضا الحزب الاشتراكي الإيطالي من الوصول إلى السلطة التنفيذية في البلاد.» كتب ألدو جيانولي، وهو مؤرخ عمل كمستشار في لجنة الإرهاب البرلمانية، أنه يعتبر تقرير الديمقراطيين اليساريين كما تمليه في المقام الأول الاعتبارات السياسية المحلية بدلًا من التاريخية وقال: «منذ أن وصلوا إلى السلطة، أعطانا الديموقراطيون اليساريون مساعدة قليلة جدا في الوصول إلى أرشيف الخدمات السرية.» وقال أنّه «تقرير شجاع كاذب.» وقد استنكر جيانولي حقيقة أن العديد من الإرهابيين اليساريين قد تمت محاكمتهم وإدانتهم من الإرهابيين اليمينيين.
كتب الأكاديمي السويسري دانييل جانزر كتاب «الجيوش السرية» التابعة لحلف الناتو، وهو كتاب عام 2004 يزعم دعم الناتو المباشر للإرهابيين اليمينيين المتطرفين في إيطاليا كجزء من «إستراتيجية التوتر». ويزعم جانزر أيضًا أن عملية غلاديو، وهي محاولة لتنظيم المقاتلين من الوراء والمقاومة في حالة الاستيلاء الشيوعي من قبل الكتلة الشرقية لإيطاليا، استمرت في السبعينيات وقدمت الحركات النيو فاشية اليمينية المتطرفة بالأسلحة. وقد تم التنازع علي استنتاجات جانزر؛ وأبرزها، يستشهد جانزر بشدة بدليل الحقل الميداني للجيش الأمريكي 30-31B، حيث أن خدعة السوفيتية عام 1976 تهدف إلى تشويه سمعة الولايات المتحدة.